# David Howell (Jurist)

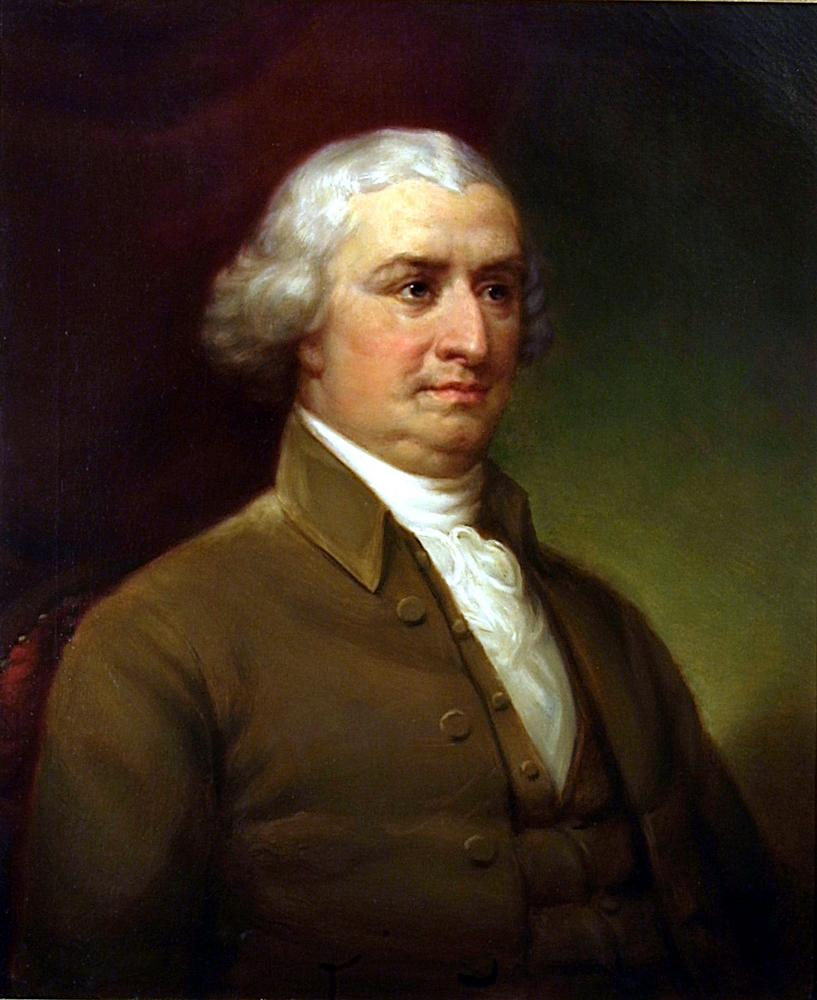
David Howell

David Howell (* 1. Januar 1747 in Morristown, Provinz New Jersey; † 21. Juli 1824 in Providence, Rhode Island) war ein US-amerikanischer Jurist und Politiker. Zwischen 1782 und 1785 war er Delegierter für die Kolonie Rhode Island im Kontinentalkongress.

## Werdegang
David Howell absolvierte die Eaton’s Academy in Hopewell und studierte danach bis 1766 am College of New Jersey. Nach einem anschließenden Jurastudium und seiner 1768 erfolgten Zulassung als Rechtsanwalt begann er in Providence in diesem Beruf zu arbeiten. Danach gehörte er lange Zeit mit Unterbrechungen dem Lehrkörper der dortigen Brown University an. Dort lehrte er neben seinen politischen und juristischen Tätigkeiten Jura und Philosophie. In Providence wurde er im Jahr 1779 Friedensrichter und 1780 Berufungsrichter. Von 1782 bis 1785 saß er für Rhode Island im Kontinentalkongress.
In den Jahren 1786 and 1787 war Howell Richter am Rhode Island Supreme Court und von 1789 bis 1790 war er als Attorney General Generalstaatsanwalt seines Staates. Von 1780 bis 1806 war er als Secretary Vorstandsmitglied der Brown University. In den Jahren 1790 und 1791 fungierte er als kommissarischer Leiter dieser Universität. Zeitweise war er auch Bundesbeauftragter für Grenzfragen und Bundesstaatsanwalt in seiner Heimat. Von 1812 bis zu seinem Tod am 21. Juli 1824 war er Richter am Bundesbezirksgericht für Rhode Island. Er war der Vater von US-Senator Jeremiah B. Howell (1771–1822), der noch vor ihm verstarb.